# HD 85951
Étoile à grand mouvement propre (d)
HD 85951, également désignée HR 3923 et officiellement nommée Felis, est une étoile de la constellation de l'Hydre. Sa magnitude apparente est de 4,95. D'après les mesures de parallaxe, elle se situe à environ 530 années-lumière (162 parsecs) du Soleil. 

## Nomenclature
HD 85951 est le numéro de l'étoile dans le catalogue Henry-Draper et HR 3923 est le numéro de l'étoile dans le Bright Star Catalogue.
C'était l'étoile la plus brillante de la constellation désormais obsolète du Chat, Felis en latin. En 2016, l'Union astronomique internationale (UAI) a organisé un groupe de travail sur les noms d'étoiles (WGSN) pour cataloguer et normaliser les noms propres pour les étoiles. Le WGSN a approuvé le nom Felis pour cette étoile le 1er juin 2018 et celui-ci figure désormais dans la liste des noms d'étoiles approuvés par l'UAI.
Cette étoile est une étoile géante orange de type spectral K5 III.